# Pittsburgh
Pittsburgh, também por vezes escrita em português como Pitsburgo ou Pittsburgo[carece de fontes?], é a segunda cidade mais populosa do estado americano da Pensilvânia, atrás apenas da cidade de Filadélfia. Pittsburgh está localizada no sudoeste do estado, sendo a sede do condado de Allegheny.
No final do século XIX, e isto até meados da década de 1960, Pittsburgh foi o maior polo siderúrgico e o maior produtor de aço do mundo. De fato, o cognome de Pittsburgh é "Cidade do Aço". Por causa das siderúrgicas instaladas na região - altamente poluidoras - Pittsburgh também foi cognominada por alguns como "Cidade Enfumaçada". Porém, a maior parte das siderúrgicas - que passaram a enfrentar a concorrência cada vez maior de siderúrgicas estrangeiras - fecharam ou saíram da cidade. Em seu lugar, vieram indústrias de alta tecnologia, especialmente biotecnologia e robóticas, levando Pittsburgh a ser cognominada pela Wall Street Journal como Roboburgh. Pittsburgh é uma das maiores produtoras de equipamentos robóticos do mundo, fora do Japão.
Pittsburgh é um centro importante de fundações e organizações de caridade e filantrópicas, como a Heinz Foundation, que tem uma longa história de apoio a actividades culturais e artísticas, que fizeram de Pittsburgh um polo artístico e cultural no país. Além disso, Pittsburgh é um importante pólo de educação superior dos Estados Unidos, especialmente na área da medicina.

## História

### Até o século XVIII
Anteriormente à exploração e colonização européia, a região onde atualmente localiza-se a cidade de Pittsburgh era habitada pelos iroqueses e pelos hurões, duas tribos nativo americanas. Os nativo americanos utilizavam-se do Rio Ohio, do Rio Monongahela e do Rio Allegheny para caçar e pescar, bem como meio de transporte. Os iroqueses e os hurões eram inimigas entre si, e a região foi palco de várias batalhas entre estas duas tribos nativo americanos. Eventualmente, os iroquois - de natureza mais agressiva do que os iroqueses - expulsariam os hurões a fugir da região. Até o início do século XVIII a região permaneceria inexplorada pelos europeus, embora parcialmente na esfera de influência da Nova França e parcialmente na esfera de influência das Treze Colônias britânicas.
Em meados da década de 1740, soldados franceses, que haviam partido de Quebec, tornaram-se as primeiras pessoas a explorar a região. Estes soldados reivindicaram estas terras em nome da Coroa francesa. Os franceses faziam trocas comerciais com os iroquois - buscando basicamente por peles.
Os britânicos nas 13 colônias acreditavam que a região do Rio Ohio, onde os franceses realizavam suas trocas comerciais com os iroqueses, era território britânico. As relações entre os colonos franceses e britânicos na América do Norte deteriorou-se rapidamente, desencadeando em 1754 a Guerra Franco-Indígena. Ainda em 1754, os franceses construíram um forte, o Fort Duquesne, na confluência do Allegheny e do Monongahela. Os britânicos - comandados por George Washington, futuro líder da Guerra da Independência dos Estados Unidos da América e Presidente dos Estados Unidos - por sua vez, construíram o Fort Necessity, imediatamente ao sul do Fort Duquesne. Eventualmente, uma força francesa de 750 soldados derrotou as tropas de Washington - três vezes menor em número - na Batalha de Necessity, forçando Washington a render-se.
Eventualmente, porém, os britânicos tomariam o controle da região, passando a fazer parte da colônia de Pensilvânia. Eles destruíram os remanescentes dos fortes anteriores e construíram um novo, o Fort Pitt, imediatamente a leste do antigo Fort Duquesne. Em torno deste forte, uma vila rural passou a crescer. Eventualmente, esta vila passou a ser chamada de Pittsborough - sendo que posteriormente este nome mudaria para Pittsburgh.
Após o fim da guerra pela independência, a região onde a vila de Pittsburgh estava localizada passou a ser disputada entre os Estados de Virgínia e Pensilvânia. Foi somente em 1781 que a vila passou a fazer parte do estado de Pensilvânia. Em 1794, a criação de um imposto para produtos alcoólicos desencadeia a Rebelião do Whiskey. George Washington — então presidente do país — foi obrigado a mandar tropas à região para controlar a rebelião.
Pittsburgh tornou-se imediatamente após a guerra o ponto de partida às pessoas interessadas em viajar e desbravar o oeste americano. Em 1788, Pittsburgh tornou-se a sede de condado do Allegheny.

### Século XIX
Pittsburgh passou a desenvolver-se rapidamente no início do século XIX, por três razões. A primeira razão é que a demanda por produtos industrializados em várias vilas e cidades do país tornou-se muito alta, assim estimulando seu desenvolvimento industrial. A segunda razão é que Pittsburgh está localizada às margens do Rio Ohio, que tornava possível o transporte destes produtos, via Rio Mississippi, até o Golfo do México e o Oceano Atlântico. A terceira e última razão era sua proximidade com inúmeras reservas de carvão, que era usado para alimentar as fábricas. A cidade passou a prosperar como um centro portuário, e inúmeras fábricas foram construídas na região. Em 1816, com aproximadamente cinco mil habitantes, Pittsburgh foi elevada à categoria de cidade primária (city).
Pittsburgh tornou-se um centro de fabricação de navios. Em 1811, o primeiro navio a vapor navegou pelo Rio Ohio e pelo Rio Mississipi. Este navio fora fabricado em uma fábrica em Pittsburgh. Em 1834, o Sistema de Canais Hidrográficos da Pensilvânia foi inaugurado, permitido transporte rápido e eficiente entre Pittsburgh e Filadélfia, a maior cidade do estado. Em 1851, a primeira de uma série de várias linhas ferroviárias foi inaugurada, conectando Pittsburgh a Filadélfia. Tudo isto tornou Pittsburgh, em meados da década de 1860, um grande polo siderúrgico. A fabricação de vidro também era uma grande fonte de renda na cidade. A construção de fábricas e siderúrgicas atraiu centenas de pessoas. Em 1851, a cidade já tinha 46 mil habitantes. Porém, este desenvolvimento industrial gerou intensa poluição atmosférica.
Com o início da Guerra Civil Americana, o desenvolvimento industrial da cidade - que já era intenso - acelerou-se drasticamente. O exército americano precisava de armas, munições e outros suprimentos industrializados. Eventualmente, Pittsburgh, por causa de sua forte indústria siderúrgica, tornou-se o principal fornecedor de suprimento à forças da União. Várias ferrovias foram construídas, conectando a cidade com outras regiões do país. O aço fabricado na cidade, além de usado na fabricação de armas e afins, também foi usado na construção de pontes, ferrovias e mais fábricas, atraindo mais pessoas à cidade.
Em 1870, cinco anos após o fim da guerra, Pittsburgh tinha uma população de 86 mil habitantes. Em 1900, 30 anos depois, Pittsburgh já tinha mais de 320 mil habitantes. Então, Pittsburgh produzia metade de todo o aço e vidro fabricado mundialmente. Contando apenas os Estados Unidos, Pittsburgh produzia, em 1900, 70% de todo o aço e vidro produzido no país.
O grande crescimento industrial veio às custas dos seus trabalhadores, que eram muito mal pagos, possuíam poucos ou nenhum direito trabalhista e trabalhavam em condições precárias. Além disso, avanços tecnológicos na área do transporte ferroviário geraram demissão em massa de trabalhadores. Em 21 de julho de 1877, um dia depois de trabalhadores ferroviários da companhia Baltimore and Ohio organizarem uma manifestação popular, em Baltimore, Maryland - onde morreram 9 trabalhadores, mortos pela polícia local - trabalhadores em Pittsburgh organizaram um greve de solidariedade que foi violentamente reprimida pela polícia. A repressão levou a um levantamento operário, em particular de trabalhadores ferroviários, que destruíram material e infra-estruturas da companhia Pennsylvania Railroad. A revolta foi dominada por policiais enviados de Filadélfia e por tropas federais. Esta rebelião ficou conhecida como a Grande Greve Ferroviária (Great Railroad Strike) de 1877.
Eventualmente, os trabalhadores da cidade organizaram-se em sindicatos. Em 1892, Andrew Carnegie, o presidente da Carnegie Steel Company, uma das maiores companhias operando na cidade, tentou fragilizar os sindicatos, gerando um grande conflito entre. Deste conflicto resultaram 16 mortos e inúmeros feridos.

### 1900 - 1950

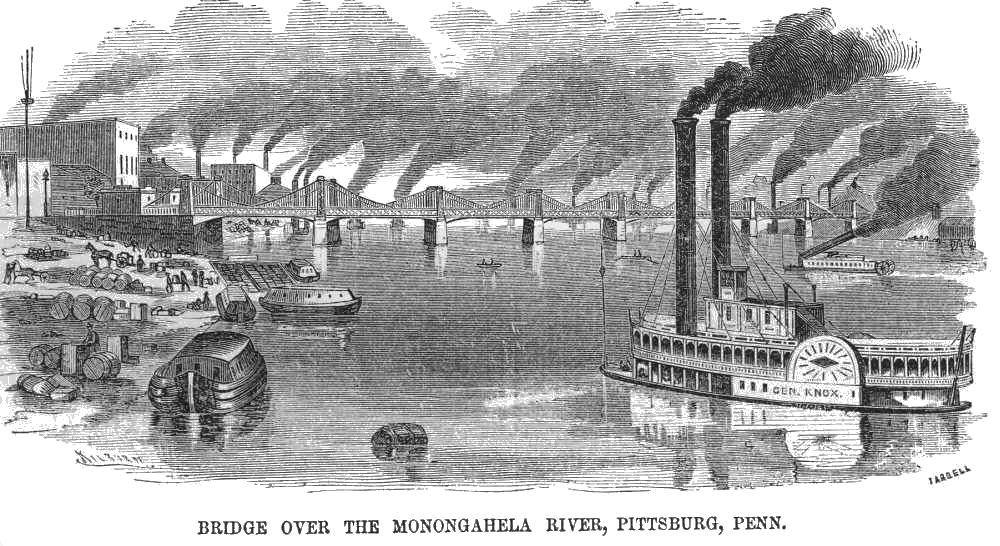
Gravura mostra o rio Monongahela em 1857

A indústria da cidade continuou a crescer durante as primeiras décadas do século XX. Centenas de imigrantes europeus e afro-americanos vindos do sul instalavam-se na cidade diariamente. O advento da Primeira Guerra Mundial criou novamente grande demanda por armas e suprimentos, fazendo com que a indústria da cidade crescesse ainda mais. Em 1930, Pittsburgh já tinha uma população de aproximadamente 670 mil habitantes. Em 2 de novembro de 1920, entrava no ar a KDKA, a primeira estação de rádio com programação regular do mundo. A emissora existe até hoje, funcionando como afiliada da rede de rádios CBS
Porém, o grande crescimento econômico gerou problemas. Os altos níveis de poluição de Pittsburgh, gerados pela emissão de gases das indústrias siderúrgicas, cobriram a cidade por uma névoa espessa, que lhe rendeu o infame apelido de Smoky City (Cidade Fumacenta). Além disso, estas mesmas indústrias despejavam grandes quantidades de dejetos industriais diretamente na bacia do Rio Ohio, poluido-o. A partir de 1907, quando a cidade começou a se abastecer com a água Rio Ohio, Pittsburgh começou a apresentar as taxas mais altas de mortalidade (em geral) dos Estados Unidos da América. Isto continuou até a década de 1960. As centenas de milhares de trabalhadores mal pagos viviam em guetos. Para piorar a situação, o desenvolvimento econômico foi desorganizado, com áreas industriais e residenciais misturando-se entre si.
A Grande Depressão de 1929 parou com o desenvolvimento industrial da cidade. Milhares de pessoas ficaram desempregadas. E a falta de planejamento urbano gerou grandes problemas em 1936, quando os Rios Allegheny e Monogahela inundaram, matando 74 pessoas e deixando milhares desabrigadas. Com o início da Segunda Guerra Mundial, novamente a indústria floresceu, atraindo milhares de pessoas. Ao final da guerra, Pittsburgh já possuía uma população de aproximadamente 750 mil habitantes.

### 1950 - Tempos atuais

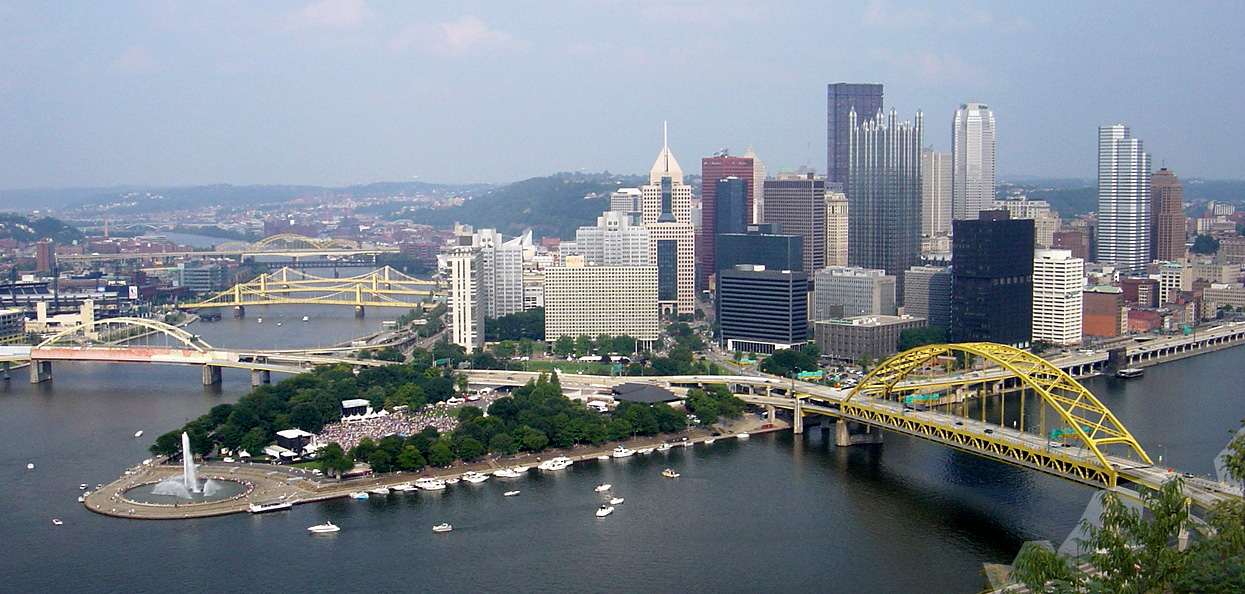
Vista do centro de Pittsburgh, atualmente

Pittsburgh começou a apresentar um lento e gradual declínio de sua população a partir do fim da segunda guerra mundial. Com o grande fluxo de pessoas criado pelo crescimento industrial no final da guerra, a cidade apresentava uma grande falta de abrigos e residências de baixo preço - fazendo com que várias pessoas mudassem de Pittsburgh para cidades vizinhas, e afastando definitivamente vários trabalhadores da cidade. Além disso, com o fim da guerra, a indústria do vidro começou a mudar para outras cidades no país, e a indústria siderúrgica parou de crescer. Em 1950, a cidade atingira seu máximo de 676 806 habitantes. Desde então, a população da cidade somente têm decaído em número.
Em 1946, pressionado por líderes civis e patrocinado por algumas empresas sediadas na cidade, o prefeito de Pittsburgh começou a planejar seriamente um plano diretor que resolvesse ou minimizasse os graves problemas de planejamento urbano da cidade. A cidade instituiu leis pesadas contra indústrias poluidoras, criou leis de zoneamento, afastou as indústrias do centro da cidade e as recolocou para o leste, longe dos rios da cidade. Os objetivos deste plano diretor foram alcançados no começo da década de 1970. Este período, marcado por grandes mudanças no aspecto físico da cidade, é conhecido como "Renascença I".
As leis pesadas contra indústrias poluidoras, bem como a competição de siderúrgicas localizadas em países em desenvolvimento gerou sérios problemas para a indústria siderúrgica da cidade. A maioria das siderúrgicas instaladas em Pittsburgh eventualmente faliram, enquanto outras foram obrigadas a fechar as portas e mudar sua base de operações. Porém, o plano diretor instituído na cidade gerou grandes efeitos na cidade - a poluição havia deixado de ser um sério problema, a taxa de mortalidade caiu bastante e as condições de vida da população cresceram. Isto atraiu várias instituições de educação superior e empresas de alta tecnologia - que atualmente constituem a base da economia da cidade.

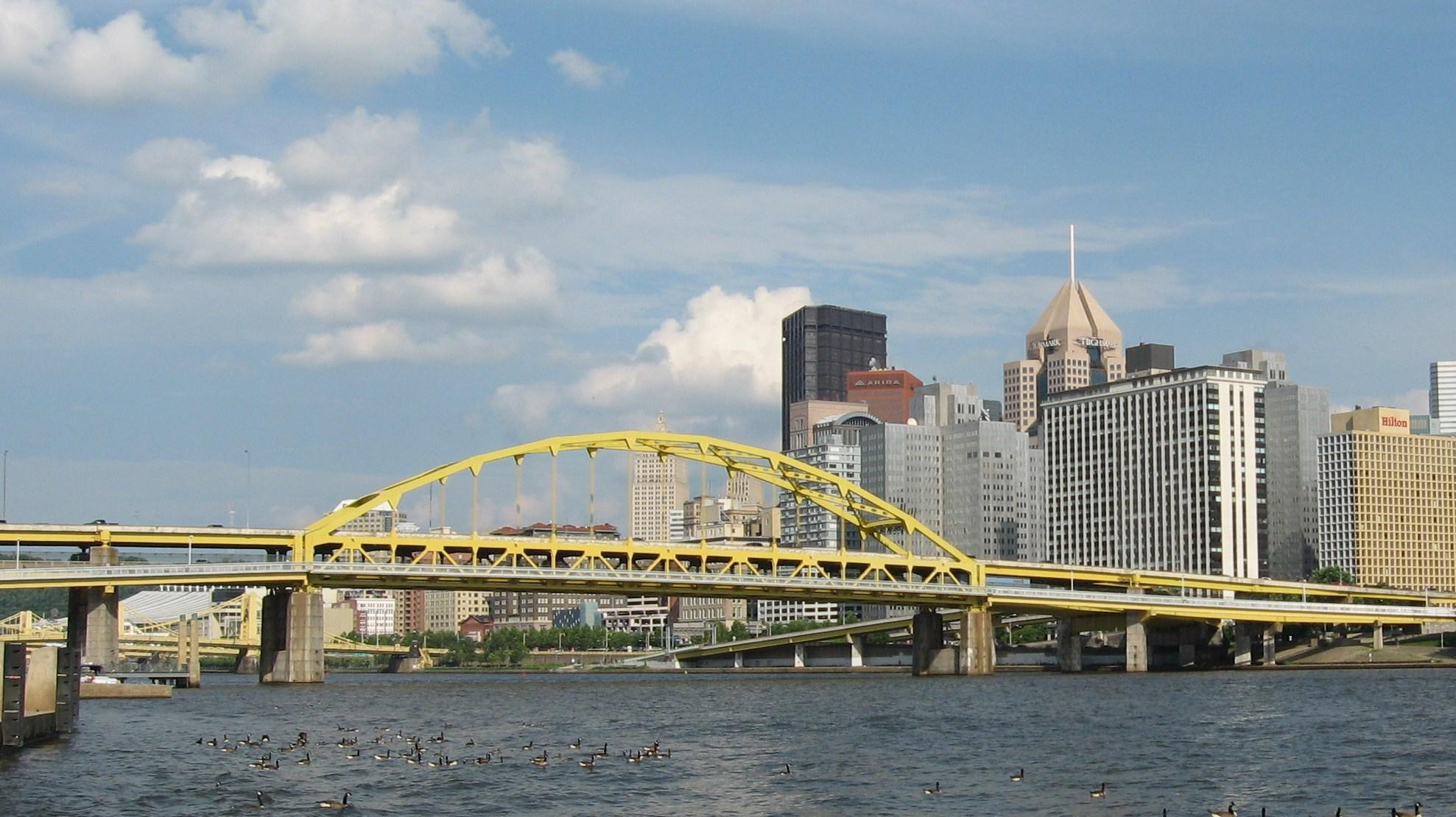
Ponte Fort Dusquene, uma das principais da cidade. Atualmente, as pontes fazem parte do cenário diário da cidade.

Na década de 1980, a cidade instituiu um novo plano diretor, desta vez, com ênfase no trânsito urbano. O sistema de transporte público foi melhorado, pontes, túneis, ruas e escadarias foram construídas e novos arranha-céus foram construídos. Este período de novas mudanças intensas na cidade ficou conhecida como "Renascença II".
Atualmente, a cidade possui uma dos conjuntos de leis antipoluição mais pesadas do país - afastando indústrias poluidoras, de menor tecnologia, da cidade. Isto, aliado com o crescimento dos preços dos produtos em geral na cidade, é um problema na cidade pois várias pessoas - incluindo muitos jovens - não possuem formação suficiente para trabalhar nas indústrias de alta tecnologia, forçando muitos a sair da cidade em busca de emprego. Pittsburgh foi mostrado como um exemplo por críticos do planejamento urbano, dizendo que mudanças drásticas no ambiente da cidade, mesmo que sejam intencionalmente boas - melhorar a aparência e as condições de vida da cidade - acabam gerando grandes problemas de cunho social. Mesmo assim, Pittsburgh tem atualmente um dos índices de criminalidade mais baixos do país, e é considerado por várias fontes como uma das melhores cidades do país para se viver.

## Geografia

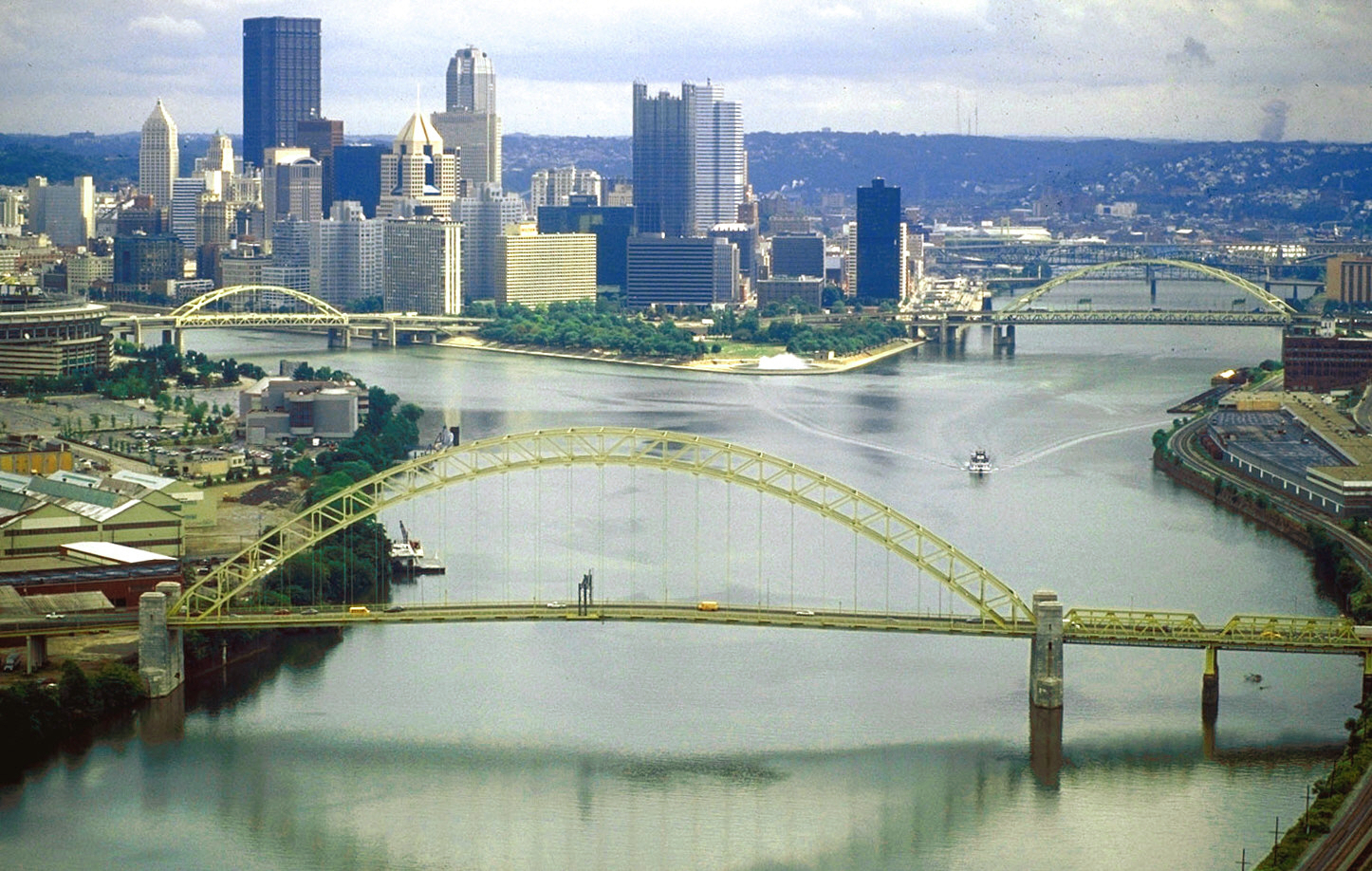
Rio Allegheny (esquerda) e Rio Monongahela (direita). Juntos formam o Rio Ohio (abaixo), no centro de Pittsburgh.

As coordenadas geográficas da cidade de Pittsburgh são 40°26'29" Norte e 79°58'38" Oeste. De acordo com o United States Census Bureau, a cidade tem uma área de 151,1 km², dos quais 143,4 km² estão cobertos por terra e 7,7 km² por água. Está localizada na confluência dos rios Allegheny e Monongahela com o Rio Ohio.  A área compreendida entre os rios Allegheny e Monongahela é normalmente designada como o Triângulo Dourado (The Golden Triangle). A cidade de Pittsburgh ocupa este Triângulo Dourado e ainda algumas áreas adjacentes em ambas as margens destes rios. O Rio Allegheny corta Pittsburgh inicialmente no nordeste da cidade, servindo como uma fronteira natural da cidade, dirigindo-se depois para sul, em direção ao centro da cidade. O Rio Monongahela corta a cidade começando pelo extremo sudeste, e indo diretamente ao centro da cidade, onde ambos os rios se encontram para formar o Rio Ohio.
Pittsburgh encontra-se situada no centro de um extenso sistema de vales fluviais, com muitos dos bairros residenciais localizados em encostas com uma inclinação de tal modo elevada (particularmente a sul do rio Monongahela) que os torna quase inacessíveis ao tráfico motorizado no inverno. Como consequência, Pittsburgh é considerada a cidade mais "inclinada" dos Estados Unidos, depois de San Francisco. Pittsburgh ainda mantém em actividade dois funiculares - para auxílio no sistema de transporte público da cidade - na encosta do Mount Washington, chamados Monongahela e Duquesne, bem como uma série de túneis.
Pittsburgh é a cidade americana com mais escadarias públicas (cerca de 700), seguida de Cincinnati e San Francisco. Estas escadarias, em geral, levam a bairros que podem ser inacessíveis a veículos - especialmente no inverno. Estas escadarias têm nomes e placas como se de ruas normais se tratassem.
Pittsburgh possui um clima temperado. Sua temperatura média no Inverno é de 2 °C, com máximas de até 14 °C e mínimas de até -20 °C. No Verão, sua temperatura média é de 22 °C, com máximas de 35 °C e mínimas de 10 °C. A cidade possui um clima instável. A precipitação média anual de chuva e neve na cidade é de 101 centímetros.

## Administração
A cidade de Pittsburgh é governada por um prefeito e por um conselho municipal. Pittsburgh está dividido em nove distritos eleitorais. Os eleitores de cada distrito votam em um oficial - um habitante do distrito em questão - que atuará como representante deste distrito no Conselho. Além disso, os habitantes de Pittsburgh elegem, através de eleições de pluralidade, também o prefeito para mandatos de até quatro anos de duração.
A maior parte da renda da cidade provém de impostos municipais, como uma taxa extra sobre o imposto de renda e sobre propriedades. O resto provém de verbas do governo da Pensilvânia.

### Nomenclatura da cidade
A cidade de Pittsburgh é uma das poucas cidades americanas que estão escritas ao final de um sufixo burgh. A referência mais antiga atualmente conhecida sobre o uso da palavra Pittsburgh como nome do assentamento data de 27 de novembro de 1758, em uma carta enviada pelo General John Forbes para William Pitt, onde estava escrito "Pittsburgh, 27 de novembro de 1758" (Pittsbourgh, 27th November, 1758). A palavra inglesa bourgh é um derivado de borough, um tipo de região administrativa a nível municipal ou submunicipal. A referência registrada mais antiga atualmente conhecida sobre o uso da palavra Pittsburgh data de 1769, em um mapa regional feito para os Penn. Em 18 de março de 1816, quando a cidade foi elevada à categoria de cidade primária (city), a palavra Pittsburgh é utilizada no documento original, mas, devido aparentemente a um erro de impressão, a palavra Pittsburg é encontrada nas cópias oficiais deste documento.
Em 23 de dezembro de 1891, uma recomendação do Conselho de Nomenclatura Geográfica dos Estados Unidos foi aprovada em uma lei. Esta lei mudou oficialmente o nome de Pittsburgh para Pittsburg. Publicações nos próximos 20 anos usariam esta escrita. Esta mudança, porém, foi extremamente mal recebida pela população da cidade, e várias lojas e organizações recusaram-se a fazer a mudança. Os habitantes da cidade pressionaram o governo dos Estados Unidos a reverter a mudança, e em 19 de julho de 1911, o Conselho de Geografia dos Estados Unidos, sucessora do Conselho de Nomenclatura Geográfica dos Estados Unidos, reverteu o nome da cidade para a antiga escrita, Pittsburgh.
Esta confusão e controvérsia fez com que tanto a escrita oficial da cidade, Pittsburgh, quanto a antiga escritura oficial, Pittsburg, sejam usadas comumente pelos habitantes da cidade, até os dias atuais.

## Demografia
Pittsburgh, no século XIX, atraiu imigrantes de vários países europeus. Milhares de imigrantes, primariamente alemães, irlandeses, italianos e poloneses, instalaram-se na cidade ao longo do século XIX e nas décadas iniciais do século XX. Atualmente, descendentes de alemães e irlandeses formam os maiores grupos étnicos da cidade. 67,63% da população da cidade são brancos, 27,12% são afro-americanos, 0,19% são nativos americanos, 2,75% são asiáticos, 0,03% são nativos polinésios, 0,66% de outras raças e 1,61% descendentes de duas raças ou mais. 1,32% da população da cidade são hispânicos de qualquer raça.

### Censo 2000
De acordo com o censo nacional de 2000, Pittsburgh possui uma população de 334 563 habitantes, 143 739 residências ocupadas, 74 169 famílias e uma densidade populacional de 2 324,1 hab/km². Pittsburgh possui um total de 163 366 residências, que resultam em uma densidade de 1 134,9 residências/km². Das 143 739 residências ocupadas, 21,9% têm crianças com menos de 18 anos, 31,2% são habitadas por casais que vivem juntos, 16,5% são famílias com uma mulher sem marido presente como chefe de família, e 48,4% não constituem famílias. Do total, 39,4% são constituídas por um único indivíduo, e 13,7% são habitadas por uma única pessoa com 65 anos ou mais de idade. A dimensão média de cada residência é de 2,17 pessoas e a da família é 2,95 pessoas.

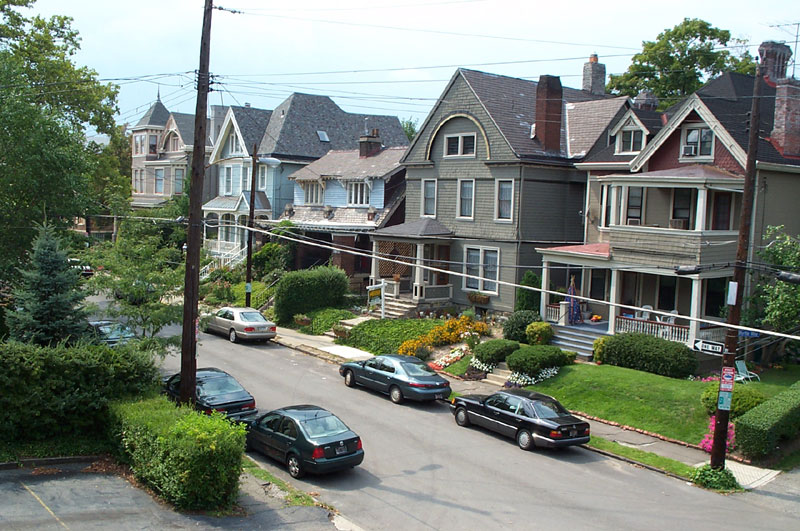
Casas num dos bairros de Pittsburgh.

19,9% da população de Pittsburgh possui menos de 18 anos de idade, 14,8% tem entre 18 e 24, 28,6% tem entre 25 e 44, 20,3% tem entre 45 e 64 anos e 16,4% tem mais de 65. A idade média da população da cidade é de 36 anos. Para cada 100 pessoa do sexo feminino há 90,7 pessoas do sexo masculino, e para cada pessoa do sexo feminino com mais de 18 anos há 87,8 pessoas do sexo masculino.
A renda média anual de uma residência é de 28 588 dólares, e a renda média anual de uma família é de 38 795 dólares. O renda média anual de pessoas do sexo masculino é de 32 128 dólares, e a renda médio anual de pessoas do sexo feminino é de 25 500 dólares. A renda per capita da população de Pittsburgh é de 18 816 dólares. 20,4% da população e 15% das famílias da cidade vivem abaixo da linha de pobreza. 27,5% da população com menos de 18 anos de idade e 13,5% dos idosos vivem abaixo da linha de pobreza. A cidade possui uma das menores taxas de criminalidade entre qualquer cidade com população similar nos Estados Unidos.

### Censo 2010
Segundo o censo nacional de 2010, a sua população é de 305 704 habitantes e sua densidade populacional é de 2 023,1 hab/km². É a segunda cidade mais populosa do estado e a 59ª mais populosa do país.

## Economia
A economia de Pittsburgh foi ao longo do século XIX e da primeira metade do século XX baseada majoritamente na indústria siderúrgica. Porém, a economia da cidade passou por uma grande reviravolta entre a década de 1970 e a década de 1980. Inicialmente, a economia da cidade começou a se diversificar-se, após os efeitos do plano diretor de renovação urbana instituído na década de 1950 terem instituído efeito na cidade. Em meados da década de 1970, as siderúrgicas da cidade, devido à concorrência com a indústria siderúrgica de outros países, passaram uma a uma ou a fechar as portas ou a mudar-se, causando desemprego em massa. Porém, a economia da cidade continuou-se a diversificar. Agora, é o setor terciário é a maior fonte de renda na cidade. As indústrias de base saíram da região, embora indústrias de alta tecnologia tenham tomado seu lugar.
A principal indústria da cidade é a indústria de alta tecnologia - especialmente a robótica, que é o estudo, desenvolvimento e produção de robôs; e a biotecnologia. Pittsburgh é um grande produtor de remédios e de produtos químicos utilizados em laboratórios em geral. Cerca de 170 laboratórios de pesquisa biotecnológica operam em Pittsburgh. A cidade ainda possui algumas siderúrgicas. Estas siderúrgicas produzem aço não mais para exportação, mas sim, de um tipo de aço automobilístico, utilizado pela indústria automobilística, primariamente, em Denver. Este aço possui maior qualidade do que o aço anteriormente produzido, e é também mais rentável à estas siderúrgicas. A indústria do vidro, embora não tenha mais a importância de anos anteriores, ainda continua presente na cidade. O setor terciário emprega cerca de 130 mil pessoas.
Pittsburgh é um grande centro hospitalar. A cidade possui cerca de 90 hospitais - onde trabalham cerca de 25 mil pessoas - e várias instituições de ensino superior voltadas para o ensino da medicina, algumas delas reconhecidas mundialmente. Entre elas, está a Universidade de Pittsburgh, que é especializada em transplantes.
A prestação de serviços comunitários e pessoais, o comércio, e serviços governamentais são atualmente as principais fontes de renda da cidade. Cerca de 370 mil pessoas trabalham em uma destas áreas. 30 mil destas pessoas trabalham em hospitais e 20 mil pessoas trabalham em instituições de educação superior.

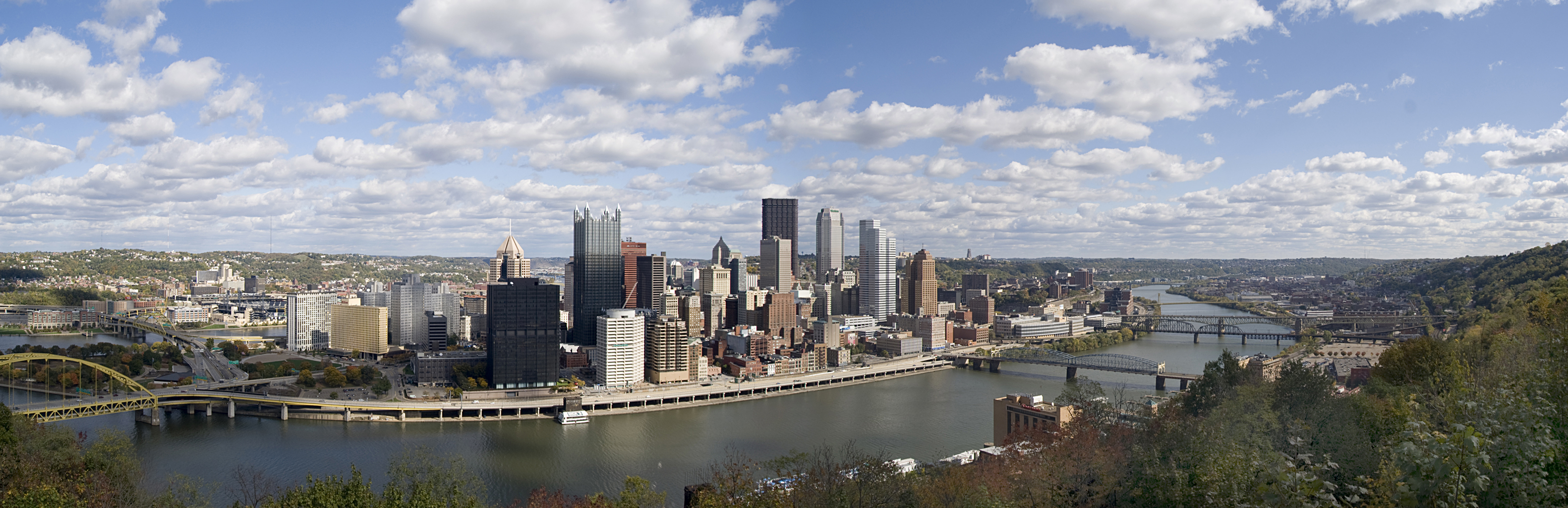
Downtown Pittsburgh, o centro financeiro da cidade.

## Cultura e Recreação

### Música
Ricos empresários do século XIX, incluindo Andrew Carnegie, Henry J. Heinz e Henry Clay Frick, doaram grandes somas em dinheiro para instituições educacionais e culturais de Pittsburgh. Como resultado, a cultura e as artes da cidade atualmente é muito rica e diversa. A Orquestra Sinfônica de Pittsburgh é uma orquestra sinfônica de classe e renome mundial. O Centro Benedum e o Heniz Hall são locais que permitem a realização de musicais, conferências, discursos e outros tipos de performance em público. Além disso, Pittsburgh é sede de uma das duas únicas brass-band (bandas musicais que utilizam-se apenas de instrumentos de sopro). A Orquestra Juvenil de Brass-Band de Pittsburgh e a banda Pittsburgh são outras bandas musicais da cidade, e muitas de suas performances públicas produzidas por estas bandas são de acesso livre - de graça - ao público.
A cidade também foi o berço de Christina Aguilera, nascida em Pittsburgh em 18 de Dezembro de 1980. Recentemente, a cidade também tornou-se conhecida pelo indie rock. Várias bandas famosas de indie rock do país foram criadas na cidade.

### Arquitetura e artes visuais
Pittsburgh também é um centro arquitetônico e de artes visuais americano. O Museu Andy Warhol Warhol é dedicado às obras artísticas de Andy Warhol, que é nativo da cidade, enquanto o Museu de Arte de Carnegie abriga obras de Edgar Degas, Vincent van Gogh, Claude Monet e outros, juntamente com galerias de arte e esculturas modernas. A [Casa da Cascata]], uma das obras mais reconhecidas de Frank Lloyd Wright, está localizada a uma hora de carro do centro da cidade; e o litoral norte da cidade é onde está localizada uma igreja gótica, a Calvary Methodist, cujo interior foi desenhado por Louis Comfort Tiffany. As janelas e os desenhos coloridos das igrejas são uma das maiores e mais elaboradas obras de arte que Tiffany criou.
A Pittsburgh Filmmakers ensina mídia e artes relacionadas, e administra três teatros artísticos na cidade. A Pittsburgh Playhouse, na Universidade Point Park, possui vários atores profissionais e quatro conjuntos residenciais para abrigar outros atores. O Museu Carnegie de História Natural possui um acervo extensivo de dinossauros à mostra, incluindo o primeiro esqueleto fossilizado de um Tiranossauro Rex descoberto. Outras estátuas de dinossauros podem ser vistos ao longo da região metropolitana de Pittsburgh, decoradas por artistas vindos de todas as partes do país. Já o Centro Carnegie de Ciências é voltada para a alta tecnologia.

### Parques

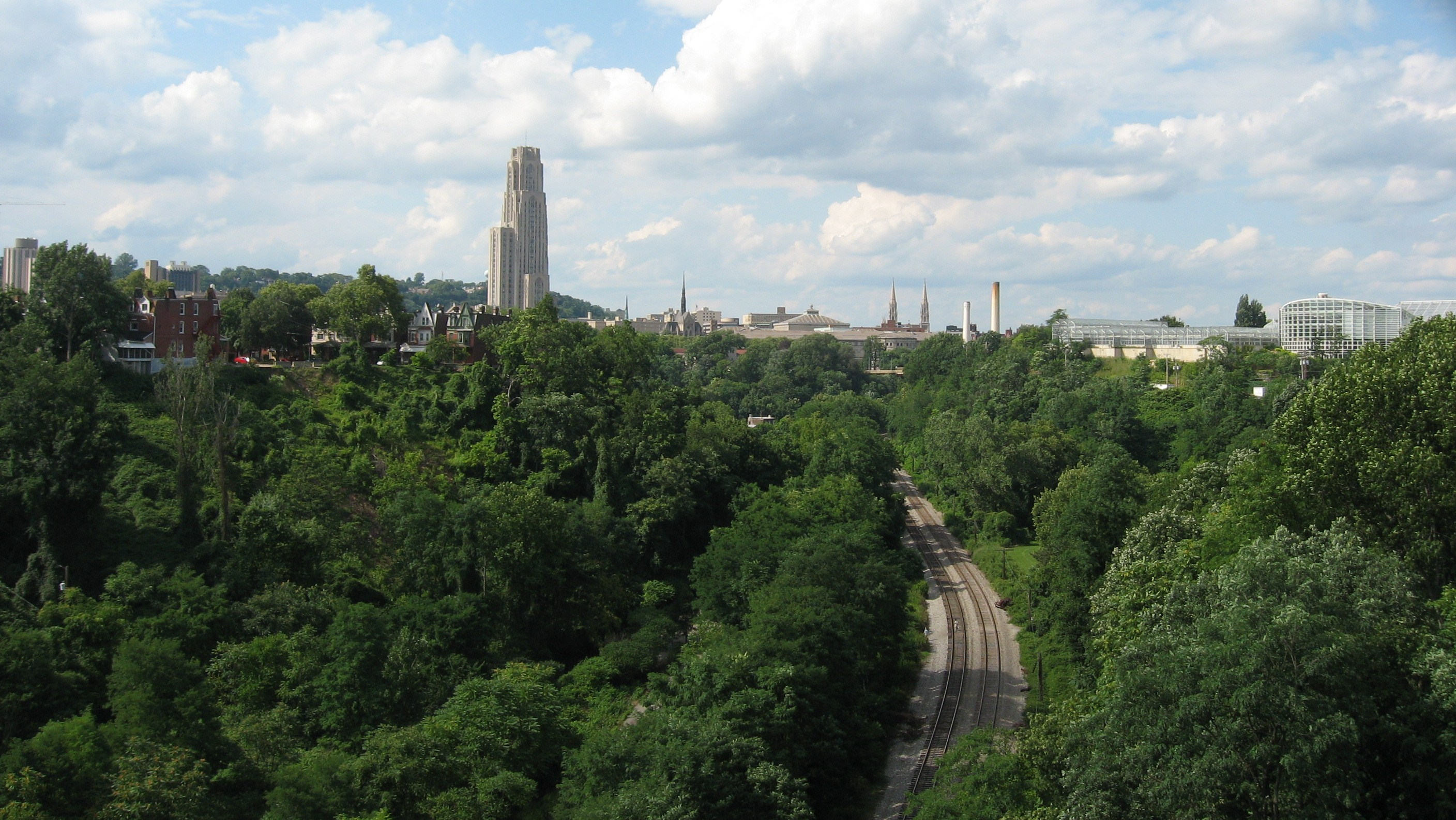
Schenley Park. Ao fundo, a Cathedral of Learning (Catedral da Aprendizagem).

A região metropolitana de Pittsburgh possui mais de 150 parques, campos desportivos e playgrounds.
Parques localizados nos limites da cidade incluem instalações apropriadas para ciclistas, campeiros, nadadores e uma pista de gelo. O Schenley Park é o maior parque da cidade. Possui um jardim botânico e um conservatório natural, o Conservatório e Jardins Botânicos de Phipp.

## Esportes

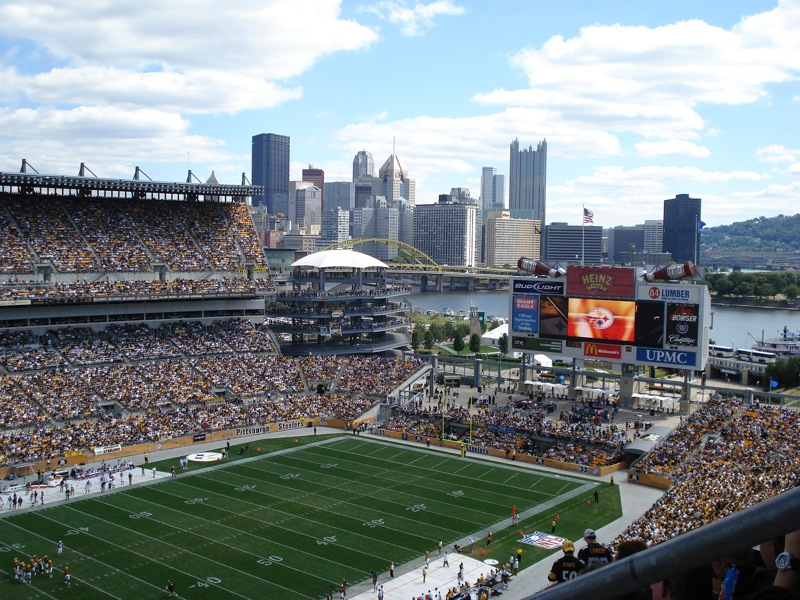
Acrisure Stadium (antigo Heinz Field), casa do Pittsburgh Steelers.

A cidade possui três das mais importantes equipas dos Estados Unidos, o Pittsburgh Steelers, uma equipa de futebol americano, o Pittsburgh Penguins, uma equipa de hóquei no gelo, e o Pittsburgh Pirates, uma equipa de basebol.

## Educação
- Escolas: O sistema municipal de ensino de Pittsburgh é responsável pela educação de aproximadamente 40 mil estudantes, enquanto o sistema católico de ensino é responsável pela educação de aproximadamente 35 mil estudantes. O sistema municipal de ensino é diretamente administrado pela cidade, recebendo verbas de impostos municipais e do governo da Pensilvânia. O sistema católico de ensino é administrado por uma organização não-governamental, que recebe verbas diretamente do município. Tanto o sistema municipal quanto o sistema católico de ensino permitem que estudantes de cidades vizinhas estudem em suas escolas, fazendo com que uma considerável percentagem dos estudantes das escolas públicas e católicas de Pittsburgh sejam de cidades vizinhas. Os professores das escolas públicas de Pittsburgh estão entre os bem mais pagos do país: a renda anual média de um professor foi de 52 832 dólares em 2003.
- Bibliotecas: A Carnegie Library of Pittsburgh controla o sistema de bibliotecas ao longo da cidade. É composta por uma biblioteca central e várias outras bibliotecas de menor porte.

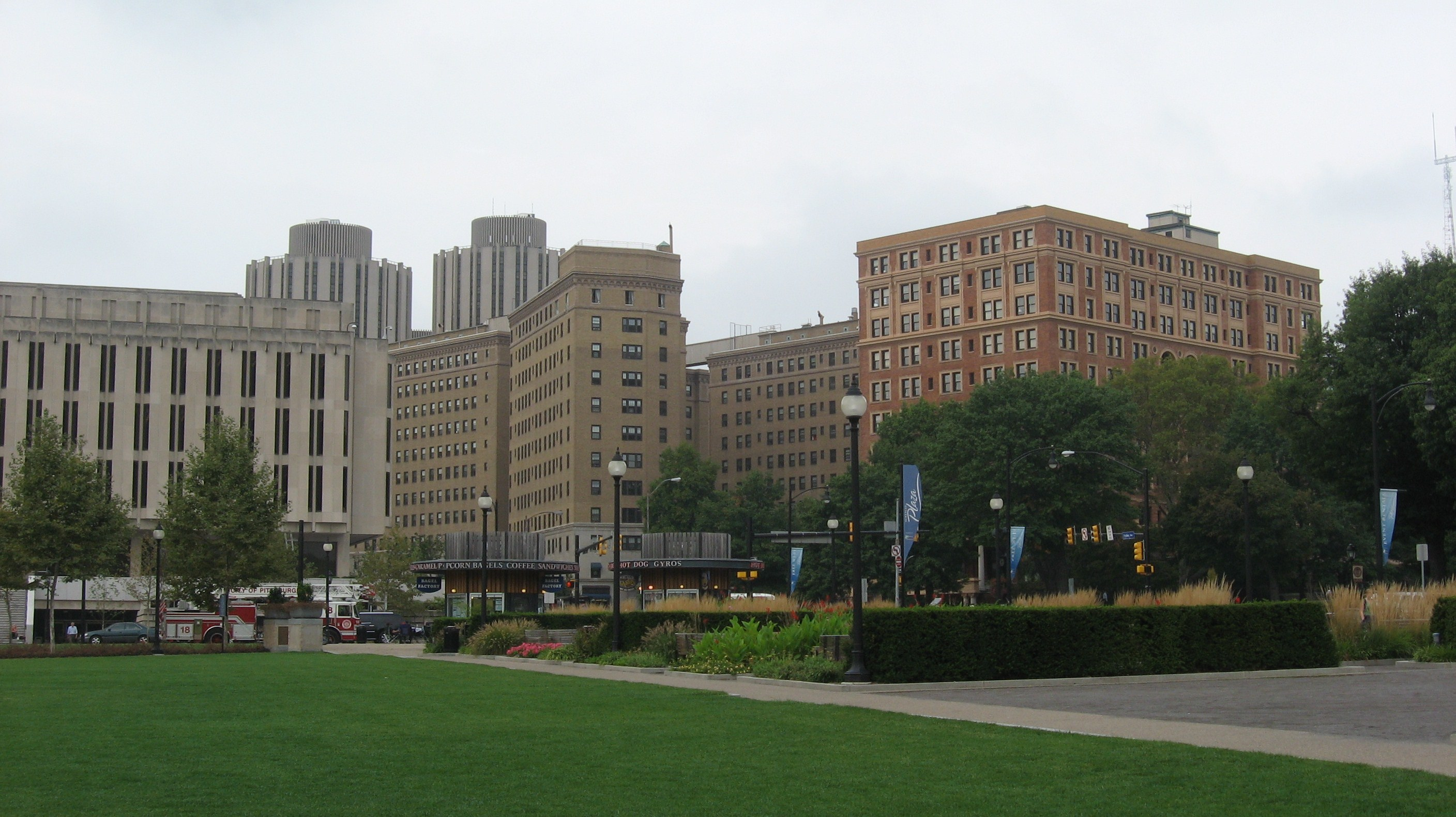
Edifícios do campus da Universidade de Pittsburgh.

- Instituições de educação superior: Pittsburgh é um polo renomado de educação superior, possuindo 13 faculdades e universidades somente dentro de seus limites municipais. Destas 13, as mais conhecidas são a Universidade de Pittsburgh e a Universidade Carnegie Mellon. A Universidade de Pittsburgh, bem como sua afiliada University of Pittsburgh Medical Center, administram alguns dos melhores hospitais do mundo, e é reconhecida como um centro de pesquisas avançadas, que fez estudos e pesquisas pioneiras em transplante de órgãos, AIDS e câncer, bem como possíveis tratamentos. Já a Universidade Carnegie Mellon foi a primeira universidade nos Estados Unidos a oferecer cursos na área das ciências da computação e drama, bem como o primeiro instituto de robótica do mundo, que é o mais reconhecido na área atualmente.

## Transportes

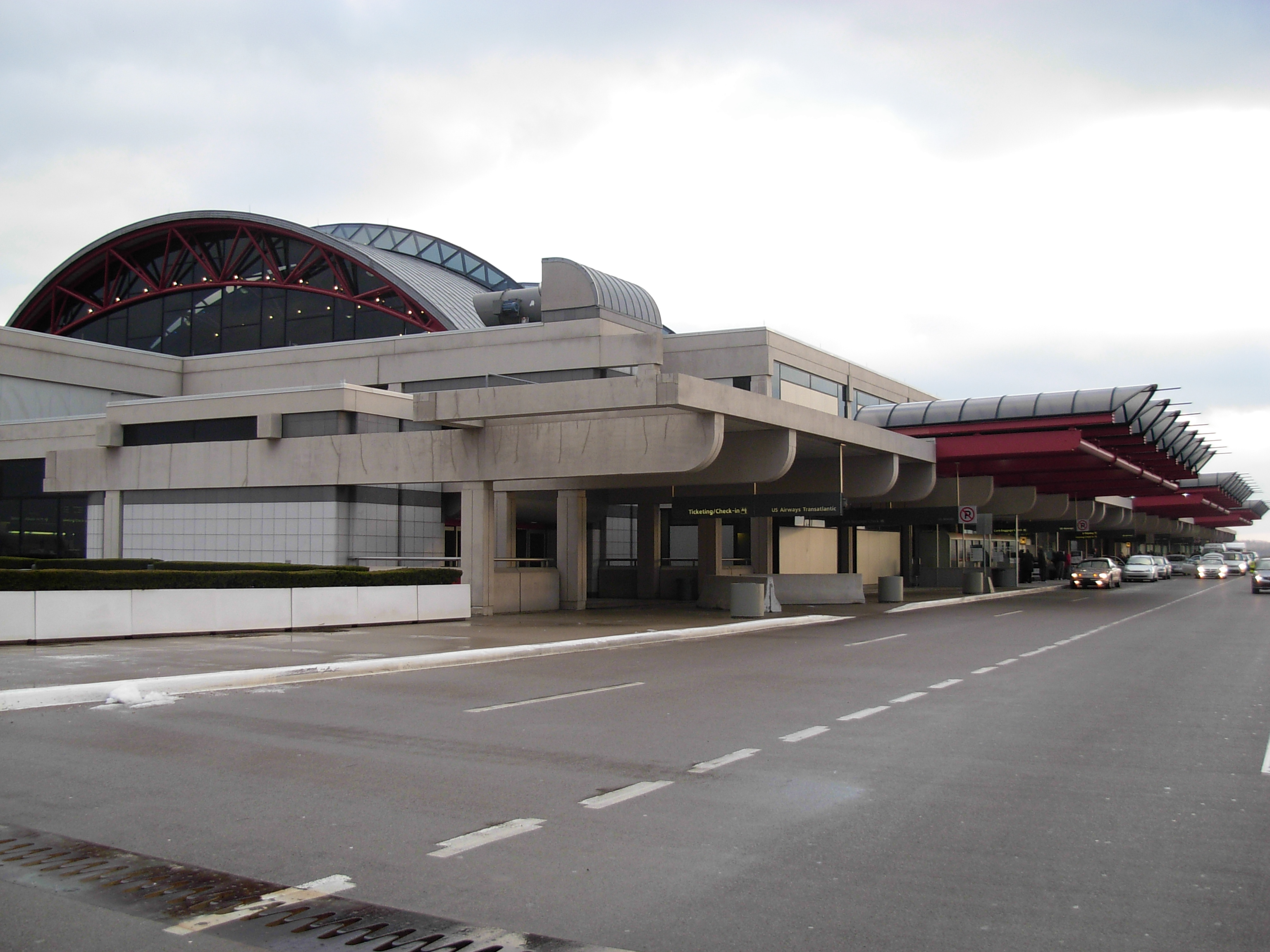
Aeroporto Internacional de Pittsburgh.

Pittsburgh está conectada com outros centros urbanos na região através de várias rodovias - em especial, a Pennsylvania Turnpike, que conecta a cidade com Filadélfia e o Estado americano de Ohio - e pelo serviço interurbano ferroviário de passageiros Amtrak. Pittsburgh também é servido por um porto fluvial, e pelo Aeroporto Internacional de Pittsburgh, que foi construído na década de 1920, e que já foi a base de operações do aviador americano Charles Lindbergh. Atualmente, este aeroporto movimenta mais de 139 mil operações de pouso e decolagem por ano.
O inverno em Pittsburgh é rigoroso, e neve e a formação de gelo nas vias públicas são comuns na região. Isto torna difícil a manutenção das vias públicas da cidade. Várias delas, por causa dos efeitos de dilatação e contração causados pela diferença de temperatura, tendem a rachar e formar buracos à medida que o verão (muito quente) chega. Além disso, os rios e os morros de Pittsburgh formam muitas barreiras naturais dentro da cidade, que são obstáculos a um sistema de transporte eficiente na cidade. Pontes são muito comuns ao longo da cidade, uma vez que elas conectam bairros que estão isolados do resto da cidade por causa de rios e/ou vales. Várias vias públicas no sul e no leste da cidade são obrigadas a formar túneis. No total, são mais de 450 pontes e 50 túneis, mais do que qualquer outra cidade no país.

### Transporte público

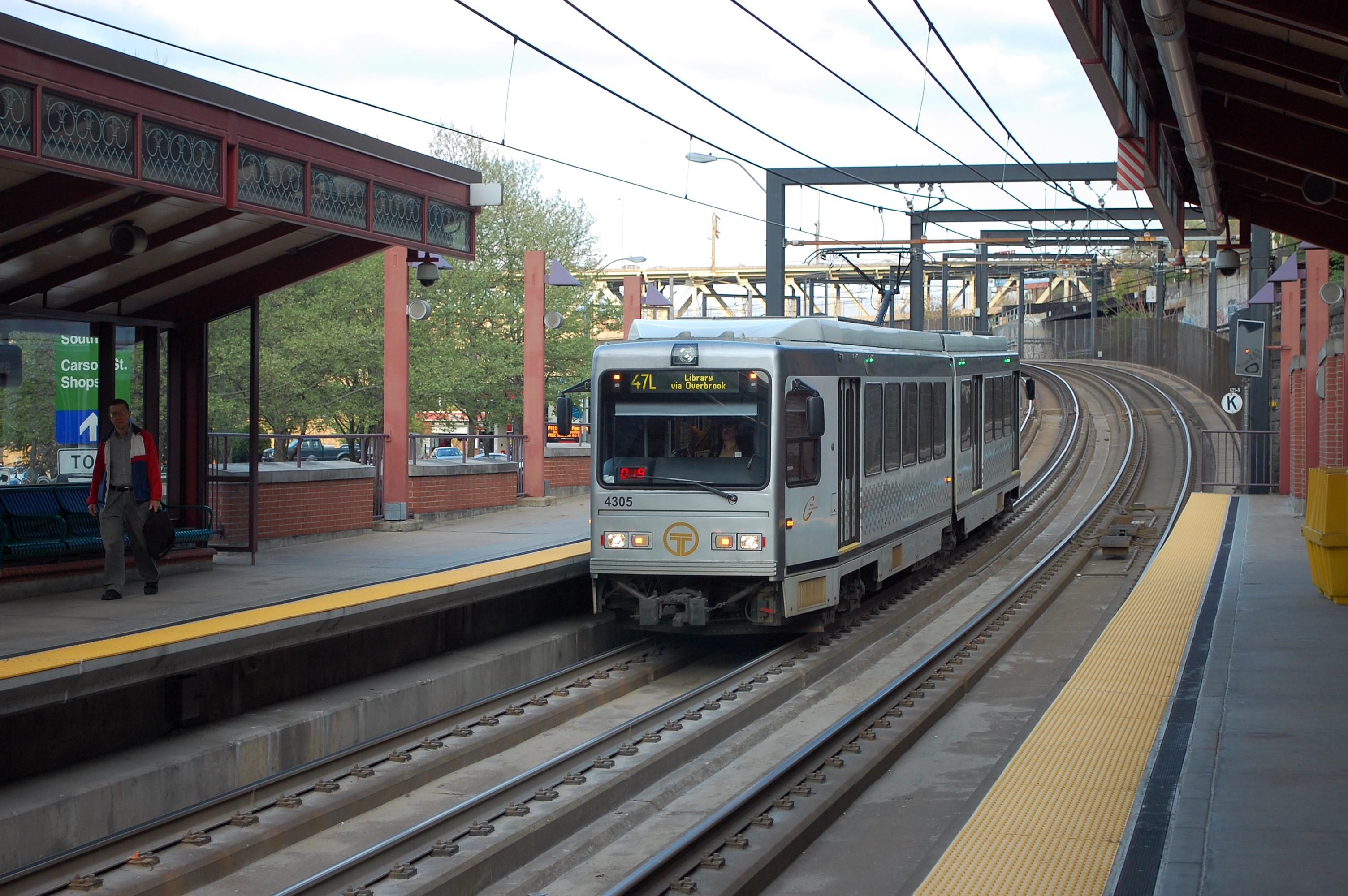
Light rail.

O sistema de transporte público da cidade é administrado pela Port Authority of Allegheny County, o décimo quarto maior sistema de transporte dos Estados Unidos. A Port Authority of Allegheny County administra uma malha de rotas de ônibus, funiculares e três linhas de light rail, que consiste de bondes que passam a trafegar em túneis subterrâneos à medida que elas se locomovem em direção ao centro da cidade. Este sistema de light rail é composto por três linhas aproximadamente paralelas, que servem apenas o centro e o norte da cidade
Antigamente, o Pittsburgh tinha onze funiculares, utilizados pelos trabalhadores que moraram em cima dos morros para chegar nas fábricas ao lado do rios Monongahela e Ohio. Porém, a maioria destes funiculares parou de ser utilizada, a partir da década de 1960. Hoje em dia, só restam duas funiculares, o Duquesne e o Monongahela, que atendem primariamente turistas.

### Bicicletas
Uma população cada vez mais idosa, morros inclinados e clima instável fazem com que o uso de bicicletas como meio de transporte seja menos popular do que em outras cidades do mesmo porte nos Estados Unidos. Porém, Pittsburgh têm feito esforços em tentar estimular o uso de bicicletas por parte do público em geral. Faixas foram designadas em algumas ruas e avenidas para o uso exclusivo por parte de ciclistas, e ônibus permitem que o passageiro transporte uma bicicleta (que é transportada à frente do ônibus).

## Marcos históricos
O Registro Nacional de Lugares Históricos lista 179 marcos históricos em Pittsburgh, dos quais 5 são Marco Histórico Nacional. O primeiro marco foi designado em 15 de outubro de 1966 e o mais recente em 12 de abril de 2021, o International Harvester Company of America: Pittsburgh Branch House. O Distrito Histórico de Schenley Farms é um marco desde 1983.